# مجتمع الثلج
مجتمع الثلج (بالإسبانية: La sociedad de la nieve) فيلم دراما اسباني تم عرضه عام 2023.من اخراج خوان أنطونيو بايونا مستوحى من حادثة الرحلة 571 لسلاح الجو الأوروغوياني، ومقتبس من كتاب بابلو فيرسي الذي يحمل نفس الاسم، والذي يوثق روايات جميع الناجين الستة عشر من الحادث، والذي عرف فيرسي العديد منهم منذ الطفولة. يتكون طاقم العمل من ممثلين من الأوروغواي والأرجنتين.

## القصة
في عام 1972، تتحطم طائرة تابعة لسلاح الجو الأوروغواياني في قلب جبال "الأنديز"، ولا ينجو من هذا الحادث سوى تسعة وعشرين راكبًا من أصل خمسة وأربعين، ليجدوا أنفسهم في واحدة من أقسى بيئات العالم، ويُحاولون البقاء على قيد الحياة.

## الممثلون
- إينزو فوغرينسيك
- أغوستين بارديلا
- ماتيا ريكال
- استيبان بيلياردي
- دييغو بيخيتسي
- فيرناندو كونتياني غارسيا
- إستيبان كوكوريتشكا
- فرانسيسكو روميرو
- رافاييل فيدرمان
- فالنتينو ألونسو

## الجوائز
- جائزة أفضل فيلم - مهرجان جويا الإسباني، 2024.[11]

## روابط خارجية
- مجتمع الثلج على موقع IMDb (الإنجليزية)
- مجتمع الثلج على موقع ميتاكريتيك (الإنجليزية)
- مجتمع الثلج على موقع روتن توميتوز (الإنجليزية)
- مجتمع الثلج على موقع نتفليكس (الإنجليزية)
- مجتمع الثلج على موقع ألو سيني (الفرنسية)
- مجتمع الثلج على موقع أول موفي (الإنجليزية)
- مجتمع الثلج على موقع فيلمافينيتي (الإسبانية)
- مجتمع الثلج على موقع قاعدة بيانات الفيلم (الإنجليزية)
- مجتمع الثلج على موقع ليتربوكسد (الإنجليزية)
- مجتمع الثلج على موقع كينوبويسك (الروسية)